# Fannia supergressa
Fannia supergressa är en tvåvingeart som först beskrevs av Willi Hennig 1956.  Fannia supergressa ingår i släktet Fannia och familjen takdansflugor. Inga underarter finns listade i Catalogue of Life.